# چزاره بندتی (دوچرخه‌سوار)
چزاره بندتی (ایتالیایی: Cesare Benedetti؛ زادهٔ ۳ اوت ۱۹۸۷) دوچرخه‌سوار اهل ایتالیا است.

## باشگاهی
از باشگاه‌هایی که در آن رکاب زده‌است می‌توان به بورا–هانسگروهه اشاره کرد.